# 陳明崙
陳明崙（1921年—2013年10月12日），台灣雲林縣虎尾人，著名武術家，為白鶴拳傳人，精通猴拳與縱鶴拳。曾被授與空手道九段資格，為台灣武藝薪傳獎得主。

## 生平
1937年，隨廖木老師學習鶴拳。
1983年，日本空手道聯盟來台進行表演，陳明崙老師與他們進行示範賽，連續擊敗兩名對手，得到日本空手道界的重視。
1984年，至日本少林拳武德會總本部進行交流，得到他們的認同，授與空手道八段資格。此後與日本武術界有密切的交流。
2002年，獲得第一屆武藝薪傳獎。
2013年10月12日，病逝於高雄市，享壽94歲。

## 外部連結
- 陳明崙老師